# مارستون تراسل
مارستون تراسل (به انگلیسی: Marston Trussell) یک روستا و محله مدنی در بریتانیا است که در Daventry واقع شده‌است. مارستون تراسل ۱۵۷ نفر جمعیت دارد.